# Hyde Lea
Hyde Lea es una parroquia civil y un pueblo del distrito de Stafford, en el condado de Staffordshire (Inglaterra).

## Geografía
Según la Oficina Nacional de Estadística británica, Hyde Lea tiene una superficie de 3,94 km².

## Demografía
Según el censo de 2001, Hyde Lea tenía 401 habitantes (48,88% varones, 51,12% mujeres) y una densidad de población de 101,78 hab/km². El 14,21% eran menores de 16 años, el 71,57% tenían entre 16 y 74, y el 14,21% eran mayores de 74. La media de edad era de 46,93 años. Del total de habitantes con 16 o más años, el 19,48% estaban solteros, el 63,08% casados, y el 17,44% divorciados o viudos.
Según su grupo étnico, el 97,78% de los habitantes eran blancos, el 0,74% mestizos, el 0,74% asiáticos, y el 0,74% negros. La mayor parte (98,25%) eran originarios del Reino Unido. El resto de países europeos englobaban al 0,75% de la población, mientras que el 1% había nacido en cualquier otro lugar. El cristianismo era profesado por el 82,96%, el budismo por el 0,74%, el hinduismo por el 0,74%, y cualquier otra religión, salvo el judaísmo, el islam y el sijismo, por el 0,74%. El 8,89% no eran religiosos y el 5,93% no marcaron ninguna opción en el censo.
Había 148 hogares con residentes y 3 vacíos.